# 约翰·吉廷斯
约翰·吉廷斯（英語：John Gittings，1938年9月24日—）是英国的记者、作家，主要研究撰写中国、冷战的作品。

## 作品
- 《The Changing Face of China: From Mao to Market》（2006年）
- 《China through the Sliding Door》（1999年）
- 《Real China: From Cannibalism to Karaoke》（1996年）
- 《China Changes Face: The Road from Revolution》（1989年）
- 《he World and China, 1922–1974》（1974年）
- 《A Chinese View of China》（1972年）
- 《Survey of the Sino-Soviet Dispute》（1968年）
- 《The Role of the Chinese Army》（1966年）